# Saint-Georges-du-Vièvre
 Saint-Georges-du-Vièvre  là một xã của tỉnh Eure, thuộc vùng Normandie, miền bắc nước Pháp.